# Allodia obscuripennis
Allodia obscuripennis är en tvåvingeart som beskrevs av Santos Abreu 1920. Allodia obscuripennis ingår i släktet Allodia och familjen svampmyggor.
Artens utbredningsområde är Kanarieöarna. Inga underarter finns listade i Catalogue of Life.